# Леин, Вольдемар Петрович
Вольдемар Петрович Леин (7 июля 1920 — 27 июня 1987) — советский государственный и партийный деятель, министр пищевой промышленности СССР (1970—1985).

## Биография
Родился в семье железнодорожного мастера на станции Бугрыш Удмуртской АССР. С 1930 г. жил в Донецке. Латыш.
В 1942 г. окончил электротехнический факультет Донецкого индустриального института.
Участник Великой Отечественной войны, после окончания которой поступил в Московский технологический институт легкой промышленности, но был отчислен за неуспеваемость.
- 1945—1948 гг. — на Рижской кондитерской фабрике «Лайма»: начальник производственно-технического отдела, главный механик, секретарь парткома.
- 1949—1950 гг. — инструктор, заместитель заведующего отделом Рижского горкома Компартии Латвии. Был лично знаком с Арвидом Пельше.
- 1950—1952 гг. — председатель Красноармейского райисполкома города Риги[1].
- 1953—1956 гг. — председатель Лиепайского горисполкома. На данной должности популяризировал образ города Лиепая, развивал сеть автозаправочных станций, а также разработал детальный план развития лёгкой промышленности города Лиепая.
- 1956—1958 гг. — на учёбе в ВПШ при ЦК КПСС.
- 1958—1960 гг. — начальник управления промышленности продовольственных товаров Латвийского СНХ, где популяризовал Латвийские продовольственные товары на территории РСФСР.
- 1960—1961 гг. — второй секретарь Рижского горкома,
- 1961—1970 гг. — секретарь ЦК КП Латвии.
- 1970—1985 гг. — министр пищевой промышленности СССР.

Член ВКП(б) с 1946 г. Член ЦК КПСС в 1976—1986 гг. (кандидат в 1971—1976 гг.). Депутат Совета Союза Верховного Совета СССР 6-11 созывов (1962-1989) от Алтайского края.
С декабря 1985 г. — персональный пенсионер союзного значения.
Похоронен на Троекуровском кладбище 

## Награды и звания
Награждён двумя орденами Ленина, орденом Отечественной войны I степени, тремя орденами Трудового Красного Знамени, орденом Славы 3-й степени.